# كارلوس زاراتي سيرنا
كارلوس زاراتي سيرنا (بالإسبانية: Carlos Zárate Serna)‏ مواليد 23 مايو 1951 في مدينة مكسيكو، المكسيك، هو ملاكم مكسيكي سابق صنّف ضمن فئة وزن الريشة. حقق بطولة رابطة الملاكمة العالمية وبطولة المجلس العالمي للملاكمة.

## إحصائيات
خاض خلال مسيرته 70 نزالا، فاز في 66 وتعادل في 0 وخسر في 4. فاز بالضربة القاضية في 63 نزالا.

## روابط خارجية
- كارلوس زاراتي سيرنا على موقع بوكس ريك (الإنجليزية) (registration required)